# Московський державний гірничий університет
Московський державний гірничий університет (рос. Московский государственный горный университет) — заснований у 1918 р.
Напрями підготовки фахівців:
- гірнича справа (маркшейдерія, підземна розробка корисних копалин, шахтобудування, відкриті роботи, фізичні процеси гірничого виробництва, вибухова справа, гірничі машини і обладнання, електропостачання гірничих підприємств та ін.)
- безпека життєдіяльності та охорона довкілля
- інформаційні системи, електроніка, електромеханіка і електротехнології
- матеріалознавство та технології нових матеріалів
- машинобудівні технології і обладнання
- транспортні машини та технологічні комплекси
- економіка, менеджмент
- автоматизація і управління
- інформатика та обчислювальна техніка.

Викладацький склад: 224 професори, доктори наук, 411 доцентів, кандидатів наук. Випускає бакалаврів, спеціалістів-інженерів та магістрів.

## Викладачі
- Гребенча Михайло Кузьмич